# Serie 24•7 "Tú Reinas"
Serie 24•7 "Tu Reinas", es un álbum extraoficial de la banda mexicana de música cristiana, Rojo. Lanzado casi a la par con su DVD Pasaporte en 2005.

## Lista de canciones
1. Jesús
2. Amigo
3. Mi Torre Fuerte
4. Átame
5. Siempre Tú
6. 2000 Abrazos
7. Tuyo Soy
8. Eres Rey
9. Me Enamoré
10. Tú Reinas
11. Aleluya
12. A Ti Clamé
13. Te Alabaré, mi Buen Jesús